# Saint-Denis-lès-Rebais
Saint-Denis-lès-Rebais is een gemeente in het Franse departement Seine-et-Marne (regio Île-de-France) en telt 780 inwoners (1999). De plaats maakt deel uit van het arrondissement Provins.

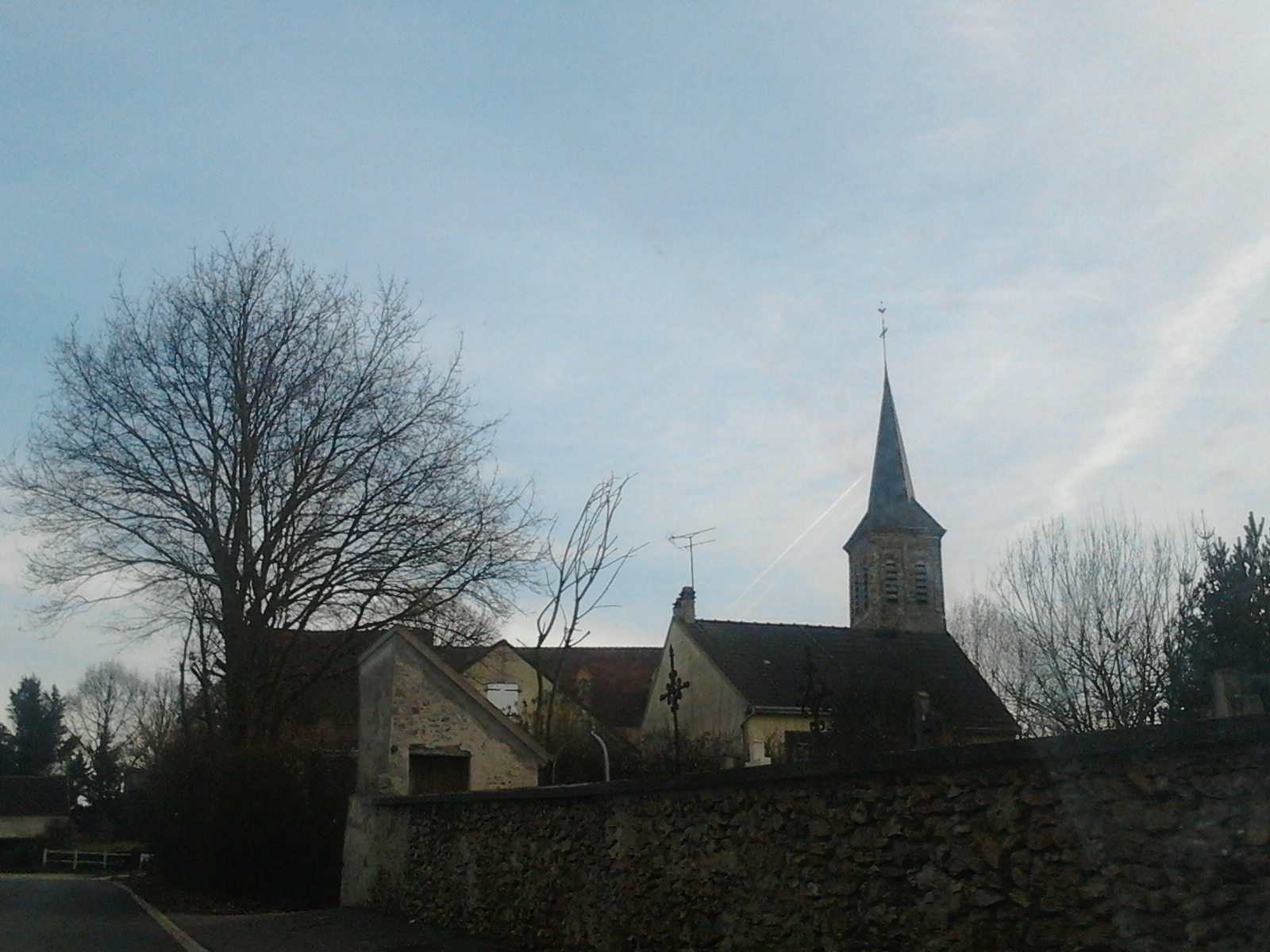
Kerk van Saint-Denis-lès-Rebais

## Geografie
De oppervlakte van Saint-Denis-lès-Rebais bedraagt 15,2 km², de bevolkingsdichtheid is 51,3 inwoners per km².
De onderstaande kaart toont de ligging van Saint-Denis-lès-Rebais met de belangrijkste infrastructuur en aangrenzende gemeenten.

## Demografie
Onderstaande figuur toont het verloop van het inwonertal (bron: INSEE-tellingen).